# Chromophobia
Chromophobia ist ein britisch-französisch-US-amerikanisches Filmdrama aus dem Jahr 2005. Regie führte Martha Fiennes, die auch das Drehbuch schrieb. Die Haupt- und tragenden Rollen sind mit Ben Chaplin, Penélope Cruz, Ralph Fiennes, Ian Holm, Rhys Ifans, Damian Lewis, Kristin Scott Thomas und Harriet Walter besetzt.

## Handlung
Die Kunsthändlerin Iona Aylesbury ist mit dem auf Fälle in der Finanzbranche spezialisierten Anwalt Marcus Aylesbury verheiratet. Das Paar hat einen achtjährigen Sohn, Orlando, und gehört der gehobenen Gesellschaftsschicht an. Als Marcus eines Tages zum Partner der Kanzlei befördert wird, ist er noch weniger zuhause. Dass er in seiner Kanzlei lieber Musik herunterlädt und imaginär Schlagzeug spielt, weiß kaum jemand. Er wäre viel lieber Musiker geworden und trauert den Zeiten mit seiner alten Band nach. Iona tut sich schwer mit der ständigen Abwesenheit ihres Mannes, der lieber unterwegs ist, als sich mit privaten Dingen zu befassen. Immer öfter kommt ihr der Gedanke, aus ihrem goldenen Käfig auszubrechen. Neben Sitzungen bei ihrem Therapeuten versucht sie ihre innere Leere mit exzessiven Shoppingtouren und Schönheitsoperationen zu übertünchen. Ihrem Sohn ist sie keine gute Mutter, es fehlt dem Kind an elterlicher Aufmerksamkeit und Zuneigung, was sich in Orlandos Verhalten bemerkbar macht.
Doch nicht nur Iona schlägt sich mit Problemen herum, auch Marcus’ prinzipientreuer Vater Edward, einem pensionierten Richter, geht es ähnlich. Edwards Frau Harriet schenkt ihre Liebe und Aufmerksamkeit vor allem ihren Hunden und ihrem Garten. Und dann wäre da noch Stephen Tulloch, Museumskurator und Kunstliebhaber und Patenonkel von Orlando, der sich auffällig oft in der Nähe heranwachsender Jungen aufhält. Bei einem Besuch im Museum lässt er eine Zeichnung Rembrandts mitgehen. Mit ganz anderen Problemen hat die krebskranke Prostituierte Gloria zu kämpfen, die eine kleine Tochter zu versorgen hat, wobei ihr der sehr engagierte Sozialarbeiter Colin eine große Hilfe ist.
Auf Trent wiederum, einen Freund von Marcus Aylesbury, wird von seinem Chef Druck ausgeübt, er soll ihm eine neue Enthüllungsgeschichte liefern. Trent weiß davon, dass Aylesbury einige illegale Finanztransaktionen durchgeführt hat, worüber der Freund im Vertrauen auf seine Loyalität mit ihm gesprochen hat. Als Marcus bei seiner Arbeit auf ein Geheimnis seines Vaters stößt und dies Trent ebenfalls anvertraut, nimmt das Verhängnis seinen Lauf. Unter dem Druck seines Arbeitgebers gibt Trent in seiner Enthüllungsstory über die Aylesburys sowohl die Finanztransaktionen preis, als auch das sorgsam gehütete Geheimnis, dass die Tochter der Prostituierten Gloria das Kind des ehemaligen Richters Edward Aylesbury ist.

## Produktion

### Produktionsnotizen
Der von der Isle of Man Film Commission, Rotholz Pictures und Quinta Communications produzierte Film wurde im Zeitraum Juli bis 10. Oktober 2004 in London, in Skywood House in Denham in der Grafschaft Buckinghamshire und auf der Isle of Man gedreht. Seine Produktionskosten betrugen schätzungsweise 10 Millionen US-Dollar.
Man könnte den Film fast eine Familienproduktion nennen. So schrieb Martha Fiennes das Drehbuch und führte Regie. Ihr Bruder Magnus sorgte für die Musik und ihr Bruder Ralph spielt eine tragende Rolle im Film. Der Filmtitel bezieht sich auf eine Videokunstausstellung, die Iona Aylesburys Interesse geweckt hat und in der jeder Charakter eine Art Phobie in Bezug auf Beziehungen, Job, Wohlstand, Kinder, Verbrechen und das Menschsein im Allgemeinen hat, Ängste die die Lebensfreude in einschneidender Weise begrenzen.

### Musik im Film
- Secret Tear von Mario Grigorov und Paul Schwartz
- Heroes, geschrieben und gesungen von David Bowie
- Ode an die Freude aus der 9. Sinfonie von Ludwig van Beethoven

### Veröffentlichung
Die Weltpremiere von Chromophobia fand am 21. Mai 2005 während der Internationalen Filmfestspiele von Cannes statt. In Italien wurde der Film im März 2006 veröffentlicht, in Frankreich am 10. Mai 2006 und in Israel Mitte Dezember 2006. In Spanien lief er im Mai 2007 an, im Vereinigten Königreich wurde er am 12. Juli 2007 auf dem Cambridge Film Festival vorgestellt, bevor er am 14. Dezember 2007 in die englischen Kinos kam. Veröffentlicht wurde er zudem in Bulgarien, Griechenland, Ungarn, Litauen, Portugal, Russland und in Serbien. In Deutschland wurde der Film nicht veröffentlicht. Es existiert auch keine deutsch synchronisierte Version.

## Kritik
Der Film fiel bei den Kritikern überwiegend durch, was seine Präsentation im Kino beeinträchtigte.
Derek Elley lobte in der Zeitschrift Variety vom 25. Mai 2005 die Besetzung. Die meisten Darsteller – bis auf Kristin Scott Thomas – seien gezwungen, sich dem Fehlen eines komödiantischen oder dramaturgischen Rhythmus des Films anzupassen („most of the cast are leveled by the script and the pic’s lack of comedic or dramatic rhythm“). Der Film beginne wie eine „Möchtegern-Komödie“ und erwarte später vom Publikum Sympathie für die mit sich selbst beschäftigten, neurotischen Charaktere. Die Verwendung der 9. Sinfonie Beethovens zum Ende wirke wie ein Akt der künstlerischen Verzweiflung.
Auf der englischen Seite Eye for Film fiel die Kritik gemischt aus. Das Gleichgewicht zwischen arm und reich falle ziemlich kopflastig aus, nur Penélope Cruz als krebskranke Prostituierte, ihre Tochter und Rhys Ifans’ als verrückter Sozialarbeiter repräsentierten die untere Klasse. Mit jeder Figur, die sich auffällig einem bevorstehenden Untergang nähere – einem eher Shakespeareschen Ansatz – unterstreiche Chromophobia den allgemein deprimierenden Ton. Am Ende sei das alles viel zu unrealistisch. London sei einfach nicht so unbarmherzig. Ifans und Cruz wurden für ihre Darstellung gelobt, Holms zeichne sich in seiner Rolle aus, Damian Lewis und Kristin Scott Thomas allerdings seien zu zurückhaltend in ihrem Spiel. Ralph Fiennes sei frustrierend mehrdeutig, ein Problem, das auch seine Schwester mit ihrem Film habe. Lobenswert sei, dass der Film sich ernsthaft mit Problemen unserer Zeit auseinandersetze.
Auf der englischen Seite Shadows on the Wall heißt es, das Filmdrama sei faszinierend gut gefilmt und von einer guten Besetzung fein vorgetragen. Das evokative britische Drama grabe sich auf interessante Weise in das moderne Leben ein, auch wenn es nicht immer leicht sei, den Sinn des Ganzen zu erkennen. Jeder Darsteller spiele seine Rolle perfekt, vor allem das zentrale Duo Lewis und Scott Thomas. Cruz spiele im Wesentlichen die gleiche schmächtige Nutte, die sie 2004 in Don’t Move gespielt habe, sei hier jedoch viel glaubwürdiger. Holms wurde für seine Darstellung als Marcus schrecklich bürgerlicher Vater und Walter als dessen Stiefmutter gelobt.
Bei View London.co.uk schrieb Matthew Turner, das größte Problem des Films sei es, dass der Zuschauer mit keiner der Figuren sympathisieren könne, wobei besonders die Figur der Iona fast den ganz Film hindurch schrecklich sei. Auch die Handlung sei eigentlich unauflöslich. Trotz der guten Arbeit und einem feinen Ensemble komme die Handlung nie richtig in Gang und schaffe es nicht, sich auf einer sinnvollen Ebene zu bewegen. Enttäuschend.
Erik Woidtke von der englischen Seite Cinemablend war hin- und hergerissen in seiner Bewertung, kam aber zu dem Ergebnis, dass sogar ein herausragendes Ensemble von Großbritanniens besten Schauspielern sich nicht über ein erfundenes Drehbuch erheben könne, das unheimlich stark an Paul Haggis überbewertetes Episodenfilm-Drama L.A. Crash von 2004 erinnere. Die besten Szenen des Films seien die frühen, die mit scharfem Witz und satirischen Einschlag daherkämen, Elemente, die in der stumpfsinnigen und enttäuschenden zweiten Hälfte rar seien. Chromophobia sei ein interessanter Misserfolg, vor allem wegen einiger guter Leistungen seiner Darsteller, die trotz der Mängel des Drehbuchs einen gewissen Spielraum gehabt hätten.
Cath Clarke schrieb im Guardian der Film präsentiere einige scharfe Beobachtungen, jedoch schere Fiennes mit ihrem Drehbuch mit einem schmalzigen Subplot über eine Prostituierte und einen Sozialarbeiter aus der vorgezeichneten Welt aus, was dazu führe, dass der Film nicht besser und nicht schlechter sei als zwei Stunden einer schicken Seifenoper.